# Vampyros Lesbos – Erbin des Dracula
Vampyros Lesbos – Erbin des Dracula (spanischer Originaltitel: Las Vampiras) ist ein spanisch-deutscher Spielfilm aus dem Jahr 1970. Regie bei dem erotisch-surrealen Horrorfilm führte Jesus Franco, der gemeinsam mit Jaime Chávarri auch das auf Bram Stokers Roman Dracula basierende Drehbuch verfasste.

## Handlung
Die Anwältin Linda Westinghouse träumt von einer attraktiven Frau, der sie auf eine Mittelmeerinsel in Gestalt der geheimnisvollen Gräfin Nadine Carody tatsächlich begegnet. Die Gräfin stellt sich als Erbin von Graf Dracula heraus. Linda verfällt den Reizen Nadines und lässt sie ihr Blut trinken. Als sie nun gemeinsam nach Opfern jagen, bereut Linda ihren Schritt und tötet die Gräfin.

## Hintergrund
Gemäß Francos Ansicht, dass es Sinn des Filmens sei, „den weiblichen Körper nackt zu zeigen“, verlegte er die Geschichte in sommerliche Gefilde und ersetzte den Grafen Dracula durch die leicht oder gar nicht bekleidete Gräfin Carody, dargestellt von Soledad Miranda. Ebenso wurde die Romanfigur des Jonathan Harker durch ein weibliches Pendant ersetzt; durch die von Ewa Strömberg verkörperte Linda Westinghouse. Auch Renfield wurde durch einen weiblichen Charakter namens Agra ersetzt, der von Heidrun Kussin gespielt wurde. 
Wie häufig bei dem stark vom Surrealismus beeinflussten Regisseur Jess Franco ist die Handlung des Films nicht stringent erzählt: Realität und Traum sind nicht klar voneinander zu trennen. Der Schnitt folgt weniger logischen, als assoziativen Gesichtspunkten und erinnert an Improvisationen in der Jazzmusik, bei der verschiedene Motive und Themen neu „zusammengesetzt“ werden.  Seeßlen und Jung merken an, Franco mische damit „sorglos einige Versatzstücke des Genres“.
Gedreht wurde der Film im Juni und Juli 1970 in Istanbul, Alicante, Barcelona und Berlin. Deutscher Kinostart war am 15. Juli 1971.
Der deutschen Kinofassung war ein Auszug aus Heinrich Heines Gedicht Helena vorangestellt:

„Press deinen Mund an meinen Mund,
 Der Menschen Odem ist göttlich! 
 Ich trinke Deine Seele aus,
 Die Toten sind unersättlich.“

Da die heute verfügbaren DVDs des Films auf einem Bildmaster der französischen Fassung basieren, fehlt dieses Zitat dort.

## Synchronisation
Die deutsche Synchronfassung entstand in den CCC-Film Synchronstudios, Berlin. Arne Elsholtz schrieb das Dialogbuch und führte Regie.
| Rolle                | Darsteller      | Synchronsprecher   |
| -------------------- | --------------- | ------------------ |
| Gräfin Nadine Carody | Soledad Miranda | Beate Hasenau      |
| Linda Westinghouse   | Ewa Strömberg   | Almut Eggert       |
| Dr. Arwin Seward     | Dennis Price    | Konrad Wagner      |
| Dr. Steiner          | Paul Muller     | Gerd Martienzen    |
| Omar                 | Andrés Monales  | Christian Brückner |

## Filmmusik
1995 wurde der Soundtrack von "Vampyros Lesbos" und "Sie tötete in Ekstase" neu aufgelegt und wurde zu einem weltweiten Hit in Danceclubs, so dass in den folgenden Jahren weitere Neuauflagen folgten. 1997 verwendete Quentin Tarantino für seinen Film "Jackie Brown" Auszüge daraus.

## Kritiken
Film-dienst urteilte, der Film sei „ein kunstgewerblicher Horrorfilm mit eindeutig spekulativer Zielrichtung“. Obsession - The Films of Jess Franco merkt an, der Film sei „das Nonplusultra in Horrotica: surreal und trivial zugleich, ein ambitioniertes Kunstwerk und ein Sex-Reißer, ein Gedicht und ein Comic in einem“.

## Indizierung
Die Bundesprüfstelle für jugendgefährdende Medien indizierte den Film am 4. August 1986 (Nr. 2631/V). Er wurde mit Entscheidung vom 18. Juli 2011 (Pr. 460/11) und Veröffentlichung im Bundesanzeiger am 29. Juli 2011 wieder von der Liste gestrichen.